# یخچال طبیعی بیردمور
یخچال طبیعی بیردمور (انگلیسی: Beardmore Glacier) یک درهٔ عظیم از یخچال‌های طبیعی در جنوبگان است، این یخچال طبیعی دارای ۲۰۰ کیلومتر (۱۲۵ مایل) طول و ۴۰ کیلومتر (۲۵ مایل) عرض می‌باشد. این یخچال دارای فرورفتگی در حدود ۲٬۲۰۰ متر (۷٬۲۰۰ فوت) از فلات جنوبگان به یخ‌تاق راس می‌باشد و هم‌مرز با محدوده مشترک‌المنافع کوهستان کویین مود در قسمت شرقی رشته‌کوه کویین الکساندرا و محدوده کوهستان ترانس‌آنتراکتیک در غرب می‌باشد.
این یخچال طبیعی یکی از گذرگاه‌های اصلی از میان کوه‌های ماوراء قطب جنوب به سمت فلات بزرگ قطبی است و یکی از مسیرهای اولیه به قطب جنوب علیرغم شیب زیاد آن به سمت بالا بوده‌است.
یخچال طبیعی بیردمور را ارنست شاکلتون در طی اکتشاف نمرود در سال ۱۹۰۸ کشف کرد و صعود به آن را انجام داد.